# Pelham (Massachusetts)
Pelham é uma vila localizada no condado de Hampshire no estado estadounidense de Massachusetts. No Censo de 2010 tinha uma população de 1.321 habitantes e uma densidade populacional de 19,21 pessoas por km².

## Geografia
Pelham encontra-se localizado nas coordenadas 42° 22′ 18″ N, 72° 24′ 45″ O. Segundo o Departamento do Censo dos Estados Unidos, Pelham tem uma superfície total de 68.77 km², da qual 65.04 km² correspondem a terra firme e (5.43%) 3.73 km² é água.

## Demografia
Segundo o censo de 2010, tinha 1.321 pessoas residindo em Pelham. A densidade populacional era de 19,21 hab./km². Dos 1.321 habitantes, Pelham estava composto pelo 93.49% brancos, o 1.74% eram afroamericanos, o 0.15% eram amerindios, o 1.74% eram asiáticos, o 0% eram insulares do Pacífico, o 0.83% eram de outras raças e o 2.04% pertenciam a duas ou mais raças. Do total da população o 3.1% eram hispanos ou latinos de qualquer raça.